# Übungsstadt Schnöggersburg

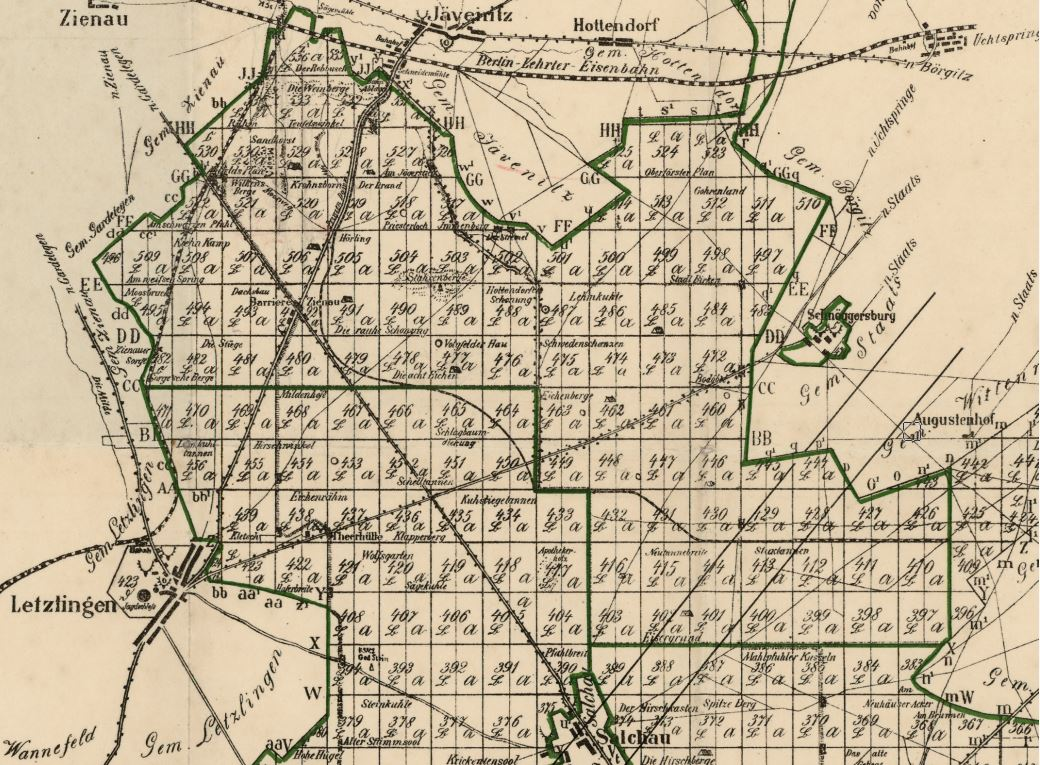
Forstrevierkarte der Colbitz-Letzlinger Heide um 1900

Die Übungsstadt Schnöggersburg entstand in der Colbitz-Letzlinger Heide ab 2012 im Zeitraum von fünf Jahren als eine Übungsstadt für den Stadt- und Häuserkampf der Bundeswehr. Es ist die größte Anlage ihrer Art in Europa. Sie entstand an der Stelle einer gleichnamigen ehemaligen Dorf- und Forststelle.

## Geschichte
Bis in die 1930er-Jahre war das Dorf Schnöggersburg ein Luftkurort und wurde als Naherholungsgebiet für den Raum Magdeburg genutzt. Die Gehöfte wurden in den Jahren 1933 bis 1936 mit der Einrichtung der Heeresversuchsanstalt Hillersleben und der Anlage der nördlich angrenzenden 29 Kilometer langen Schießbahn abgerissen und die Bewohner zwangsumgesiedelt. Auch der weiter östlich gelegene Ersatzstandort Neu-Schnöggersburg wurde 1941 geräumt und die Einwohner wurden abermals umgesiedelt.
In den folgenden 70 Jahren lagen das Dorf ebenso wie die ehemaligen Dorfstellen Salchau und Paxförde wüst und verschwanden vollständig im Übungsbetrieb der verschiedenen Nutzer des jetzigen Gefechtsübungszentrums Heer (GÜZ) als Teil des Truppenübungsplatzes Altmark.
Die Siedlung lag nahe Salchau am Verbindungsweg zwischen Staats und Letzlingen am südlichen Rand der jetzigen Gemarkung Staats.
Der Landtag von Sachsen-Anhalt beschloss 1991 eine zivile Nutzung der Heide.

## Militärische Übungsstadt
Nahe der ehemaligen Dorfstelle entstand von 2012 bis 2017 der „Urbane Ballungsraum Schnöggersburg“ als Bestandteil des GÜZ, basierend auf einem Erlass des Bundesministeriums der Verteidigung an die Wehrbereichsverwaltung Ost vom 6. Januar 2011, die Ausbauplanungen für das Gefechtsübungszentrum des Heeres auf dem Truppenübungsplatz Altmark zu veranlassen.

### Zielsetzung
Diese Stadtanlage mit Infrastrukturelementen moderner Großstädte wurde 2017 fertiggestellt und seit 2015 für Übungen von Kampfeinsätzen genutzt. Am 26. Oktober 2017 wurde ein erster Teil der Anlage offiziell dem Heer übergeben. Nach einem weiteren Ausbau besteht die Übungsstadt nunmehr aus 500 Gebäuden.

### Aufbau
Im nördlichen Zentrum des GÜZ entstanden auf rund sechs Quadratkilometern etwa 550 Gebäude, eine Autobahn, ein 800 Meter langer künstlicher Flusslauf ("Eiser"), mehrere Brücken, ein Industriegebiet, offene und geschlossene Wohnbebauung, Hochhaus- und Verwaltungsgebäude, ein Friedhof, ein Sakralgebäude mit Bezügen zu Christentum und Islam, eine Schule, ein Gefängnis, Hotellerie, ein Marktplatz, ein Stadion, ein "Elendsviertel", zerstörte Infrastrukturelemente, 600 Meter Kanalisation mit 20 Ein- und Ausstiegsmöglichkeiten, Kasernen und ein Flugplatz.
Die 1700 Meter lange Graspiste ist als Start- und Landebahn für schwere Transportflugzeuge wie die Transall geeignet. Außerdem erhielt der „Ort“ einen 350 Meter langen U-Bahn-Tunnel mit drei Stationen sowie eine „Übungskanalisation“. Der Betrieb erfolgt mit einem lasergestützten Simulationssystem. Dabei wird das Geschehen aufgezeichnet und am Computerbildschirm analysiert. Bis zu 1500 Soldaten sollen hier gleichzeitig Kampfeinsätze trainieren.
Weitere künstliche Ortslagen im GÜZ sind Stullenstadt, Plattenhausen und Salchau.

### Finanzierung
Wie beim umgebenden Gefechtsübungszentrum wird beim Bau und Betrieb der Simulationsstadt Schnöggersburg ein Public-Private-Partnership-Verfahren (PPP) mit dem Rüstungsunternehmen Rheinmetall zur Finanzierung genutzt. Für die Baukosten waren rund 100 Millionen Euro veranschlagt. Bis August 2016 erhöhte sich der Betrag auf 140 Millionen Euro.

### Klage von Naturschutzverbänden
Der NABU Sachsen-Anhalt hatte gegen das Planungsverfahren im September 2013 vor dem Verwaltungsgericht Sachsen-Anhalt wegen Nichtbeteiligung Klage eingereicht. Diese wurde am 4. Mai 2017 aus formalen Gründen abgewiesen, da die Klage zu spät eingereicht wurde. Das Gericht hatte allerdings grundsätzlich festgestellt, dass auch bei Verfahren mit Geheimhaltungs- und Sicherheitsgründen Naturschutzvereinigungen am Verwaltungsverfahren beteiligt werden müssen.

### Proteste

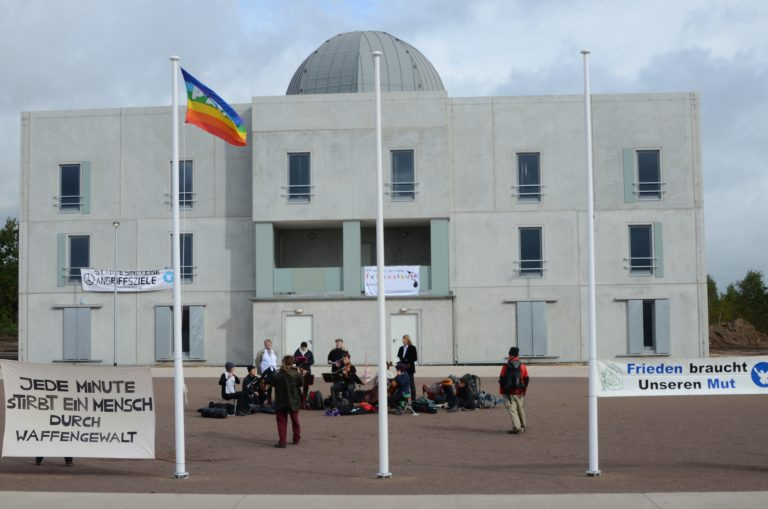
Konzert von Lebenslaute in Schnöggersburg

Mehrere Organisationen der Friedensbewegung kritisieren Schnöggersburg, insbesondere weil sie befürchten, dass dort der bewaffnete Einsatz der Bundeswehr im eigenen Land trainiert würde.
Die Bevölkerung vor Ort ist auch weiterhin  „zwiegespalten“, obwohl Bundestag und Bundeswehr mit dem sogenannten „Heide-Kompromiss“ die Bevölkerung „geködert“ hätten. Es entstanden 1200 Arbeitsplätze bei Bundeswehr und Rheinmetall.

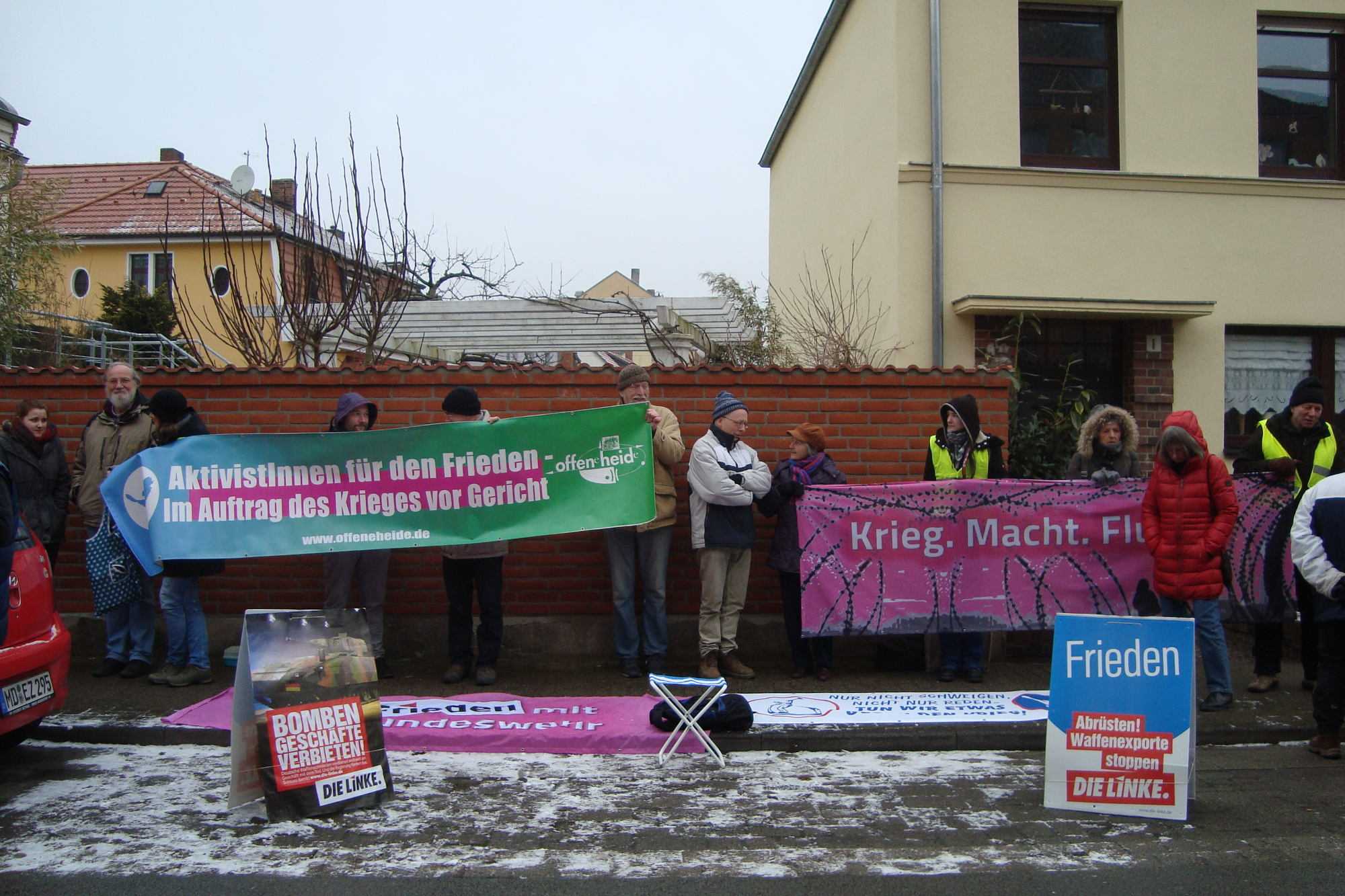
Kundgebung vor dem Amtsgericht in Gardelegen wegen des Prozesses gegen Aktivistinnen der Offenen Heide

Mitglieder der Bürgerinitiative Offene Heide übten Kritik an Schnöggersburg und betraten die Zone illegal. Am 20. und 27. März 2018 wurden deswegen vier Personen vor dem Amtsgericht Gardelegen wegen Hausfriedensbruchs angeklagt und zu jeweils zehn Tagessätzen verurteilt.
Aktivisten derselben Bürgerinitiative drangen 2019 in das Militärgelände ein forderten ein „Friedensübungszentrum“. Die Bundeswehr verhängte daraufhin wegen „unerlaubten Betretens eines militärischen Sperrgebietes“ Bußgelder von bis zu 500 Euro. Vor Gericht politische Prozesse zu führen, gehört zur Strategie des Bündnisses „Gewaltfreie Aktion GÜZ abschaffen“, dem JunepA (Junges Netzwerk für politische Aktionen), die Bürgerinitiative „Offene Heide“ und Einzelpersonen angehören. „Die Gerichte sollen unsere Notstandshandlung als legal anerkennen“, erklärt ein Mitglied. Das Amtsgericht Bonn bestätigte jedoch die Vorgehensweise der Bundeswehr. Die Initiative „Offene Heide“ wurde 2016 mit dem Aachener Friedenspreis ausgezeichnet.

## Ähnliche Anlagen

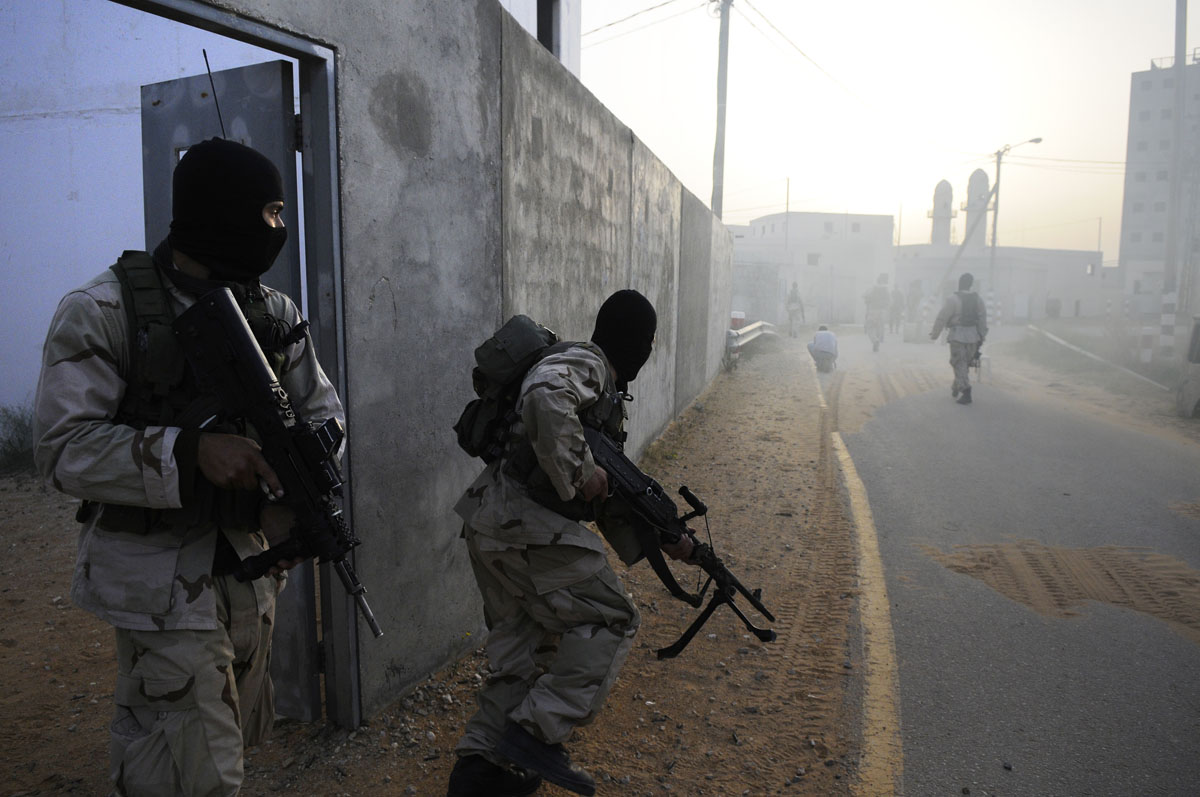
Urban Warfare Training Center „Baladia City“ in Israel (2012)

Joint Readiness Training Center in Fort Polk, USA (2013)

- Ortskampfanlage Bonnland in Franken. Ebenfalls ein abgesiedeltes Dorf für militärische und zivile Übungen.

- Urban Warfare Training Center (UWTC). Eine ähnlich dimensionierte Anlage einer militärischen Übungsstadt entstand ab 2005 mit „Baladia City“ in Israels Negev-Wüste bei Tze'elim. Diese misst 19 km² und besteht aus 600 Einzelgebäuden. Die Baukosten betrugen etwa 40 Millionen US-Dollar. Die Anlage wird neben den Israelischen Verteidigungsstreitkräften (IDF) auch von der US-Armee genutzt und seit Oktober 2015 auch von der Bundeswehr.[22][23][24]

- Zussman Village in Fort Knox seit 1999. 12 Hektar großes urbanes Zentrum (30 Acres, Gesamtfläche 50.000 Acres), Baukosten 15 Millionen US-Dollar.[25]

- Joint Readiness Training Center (JRTC) in Fort Polk seit 1993.

- Zhurihe combat training base in der Inneren Mongolei der kommunistischen Volksrepublik China, die der Hauptstadt Taiwans – Taipeh – nachgebildet ist.[26]

- Barstow, Kalifornien: Nachbildung einer afghanischen Stadt.[27]